# Centro Médico Nacional Siglo XXI
El Centro Médico Nacional Siglo XXI es un complejo hospitalario ubicado en la colonia Doctores de la Ciudad de México. Fue creado en 1961 y es administrado por el Instituto Mexicano del Seguro Social. Es parte de un conglomerado de edificios de salud constituido por el Hospital General de México —administrado por la Secretaría de Salud— y el Hospital Infantil «Federico Gómez», ambos colindantes con el Centro Médico.
En 2013 el Centro Médico contaba con 810 camas censables y 193 no censables, 24 unidades de investigación médica y epidemiológica, 30 aulas de enseñanza y 7 auditorios. A su cargo se encuentran 6 dependencias especializadas en cardiología, pediatría y oncología.

## Historia
En 1905 el gobierno adquirió los terrenos ubicados al sur del recién creado Hospital General de México por la preocupación de que la demanda hospitalaria pudiera crecer con el tiempo.
En 1953, la entonces Secretaría de Salubridad y Asistencia inició con la construcción del que sería el Centro Médico del Distrito Federal. El proyecto fue planeado por los arquitectos Mario Pani, José Villagrán y Enrique Yáñez. Sin embargo, dicho Centro Médico fue puesto a la venta en 1960. 
Benito Coquet Lagunes, director general del IMSS en ese entonces, solicitó al Consejo Técnico del IMSS la autorización para la compra de dicho hospital. Los convenios de compra-venta fueron realizados el 30 de enero de 1961 y, finalmente, fue inaugurado el 15 de marzo de 1963 por el presidente Adolfo López Mateos.
Entre sus muros fueron creados múltiples murales alusivos a la salud pública, entre ellos Los relieves, hecho por Francisco Zúñiga de 1958 a 1959; El aire es vida, creado por Luis Nishizawa Flores en 1958 en el vestíbulo del Hospital de cardiología y la obra Apología de la futura victoria de la ciencia médica sobre el cáncer. Paralelismo histórico de la revolución científica y la revolución social, realizado por David Alfaro Siqueiros en la planta baja de la Unidad de Oncología en 1958. En mayo de 1962 se fundó el Banco Central de Sangre.
El complejo hospitalario fue afectado por el terremoto de México de 1985, siendo derrumbado parcialmente. Los murales que habían sido hechos sobre sus paredes fueron restaurados de emergencia por expertos del Instituto Nacional de Bellas Artes, dirigidos por José Luis Ortiz Castro. Durante su reconstrucción fue creado un mural en el vestíbulo del Centro Médico por José Chávez Morado, en el cual refleja los eventos ocurridos tras el sismo.
El 25 de noviembre de 1994 fueron inauguradas las instalaciones del Centro Nacional de Investigación Documental en Salud.

## Dependencias

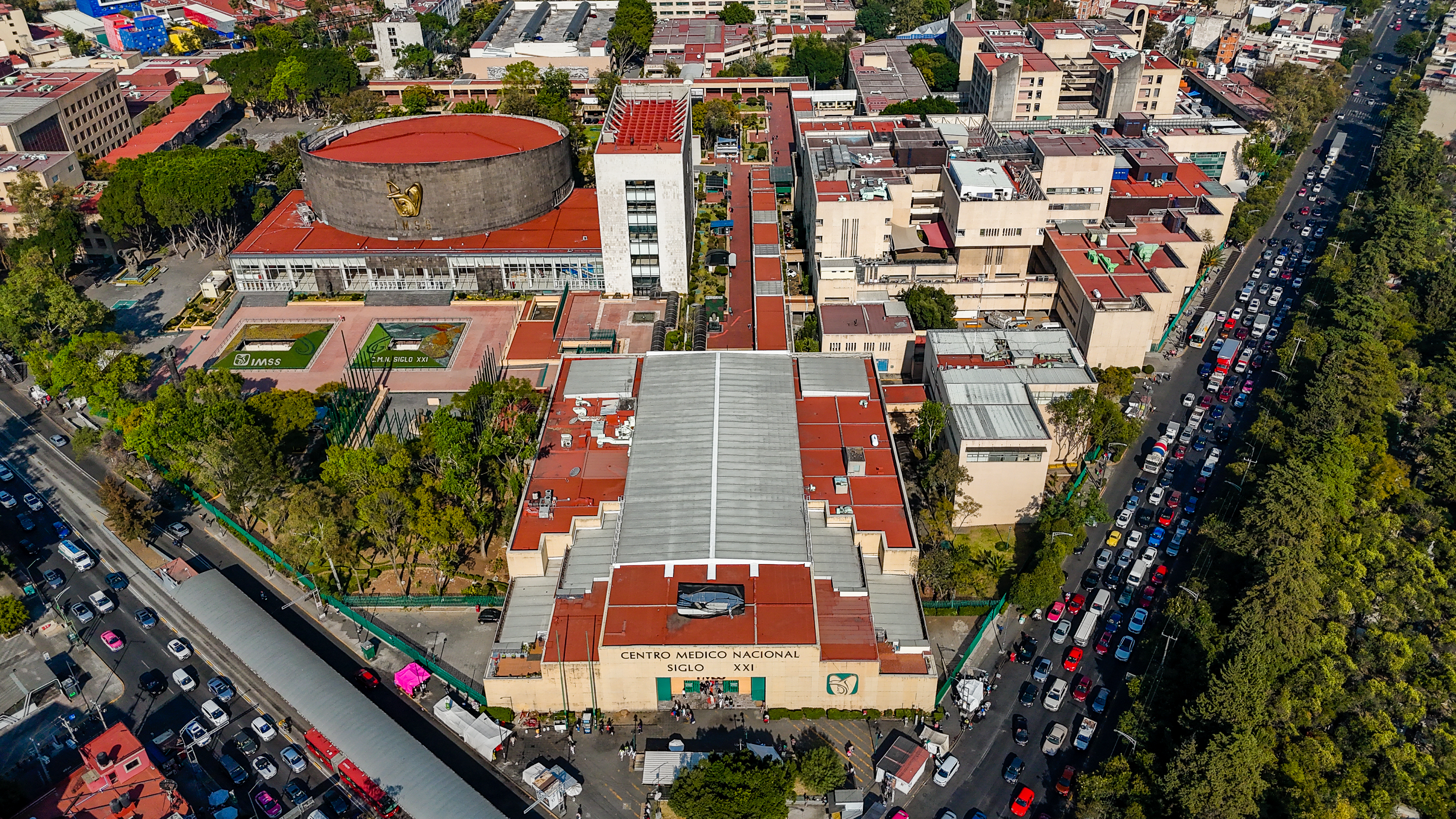
Vista aérea del complejo hospitalario.

Dentro de las instalaciones del complejo se encuentran seis dependencias que responden a su administración, las cuales son el Hospital de Cardiología, el Hospital de Pediatría, el Hospital de Oncología, el Hospital de Especialidades —estos cuatro tienen el rango de Unidad Médica de Alta Especialidad (UMAE)—, el Banco Central de Sangre y el Centro Nacional de Investigación Documental en Salud.

### Hospital de Pediatría
La Unidad Médica de Alta Especialidad Hospital de Pediatría «Doctor Silvestre Frenk Freund» fue fundada el 15 de marzo de 1963. Se ubica al sureste del complejo. Diariamente realiza 250 consultas, 18 cirugías, atiende a 180 pacientes regulares y 40 de urgencias. Dentro de la misma institución se llevan a cabo cada día 14 estudios de anatomía patológica, 20 estudios de medicina nuclear, 25 estudios de electrodiagnóstico, 180 de medicina de rehabilitación, 160 estudios de imagenología y 1600 estudios de laboratorio.

### Hospital de Oncología
El Hospital de Oncología se inauguró el 11 de mayo de 1961, junto con otras Unidades del conjunto del Centro Médico Nacional Siglo XXI, cuya inauguración oficial fue hasta marzo de 1963. Este Hospital tiene como antecesor el Sanatorio N.º 2 del mismo Instituto, el cual estaba ubicado en la calle de Niños Héroes de la Colonia De los Doctores, edificio que también albergó un hospital privado dedicado a la Ortopedia. El Dr. Rafael Martínez González fue el último director del Sanatorio N.º 2 y se convirtió en el primer director del Hospital de Oncología, acompañado del Dr. Francisco Morales Canfield, primer subdirector; Emma Leal, primera jefa de Enfermería; Antonio Zamayoa Hernández, primer administrador; y Dr. Mauricio García Sainz, primer jefe de enseñanza e investigación.
Ha sido el Hospital de Oncología más grande de México y vanguardista desde su apertura, superando su cierre total a causa del terremoto que azotó a la Ciudad de México el 19 de septiembre de 1985. Actualmente se encuentra totalmente recuperado y se ha convertido en líder del  estudio, tratamiento e investigación del cáncer en toda América Latina. A partir de diferentes cambios administrativos en el IMSS a partir del 2004, los centros hospitalarios de tercer nivel dieron origen a las denominadas Unidades Médicas de Alta Especialidad (UMAE), transformación que ha impulsado una mayor profesionalización dentro del instituto y modificaciones significativas en su dirección.

### Banco Central de Sangre
Fundado en 1962, el banco de sangre del Centro Médico cuenta con 190 trabajadores encargados de la donación de sangre y recibe mensualmente la contribución de 5 000 donantes. El banco distribuye su contenido entre 16 hospitales regionales y de Ciudad de México, e igualmente realiza intercambios con hospitales externos al IMSS.

### Unidad de Congresos

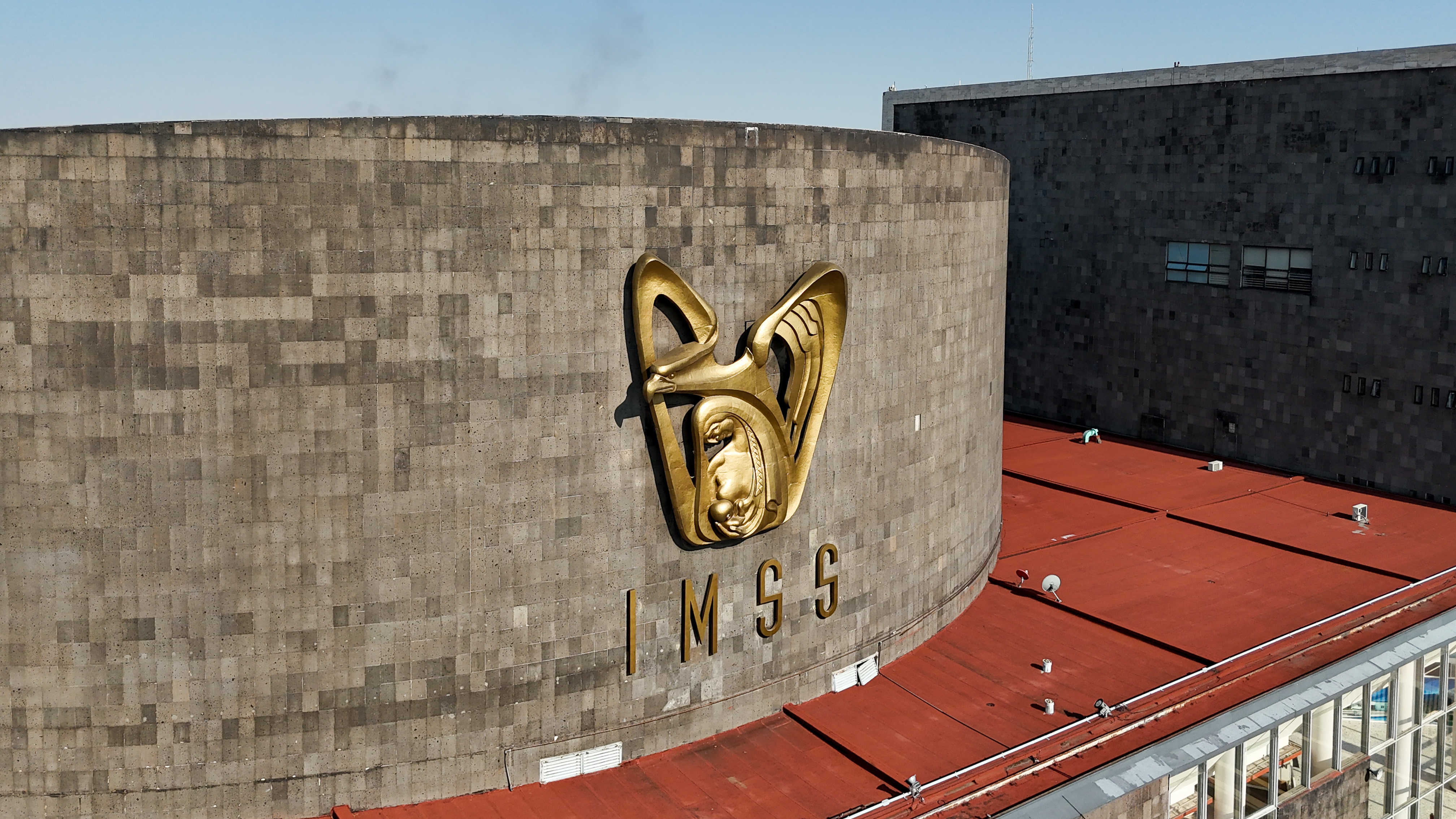
Emblema del IMSS en la Unidad de Congresos.

Dentro de las instalaciones del Centro Médico Nacional se encuentra un centro de convenciones propiedad del IMSS. Este cuenta con seis auditorios y tres salas de usos múltiples. El lugar ha sido sede de múltiples congresos, convenciones, exposiciones y reuniones de trabajo de carácter nacional e internacional.

### Centro Nacional de Investigación Documental en Salud
El Centro Nacional de Investigación Documental en Salud (CENAIDS) fue establecido en 1994. Tiene como función el almacenar documentos referentes a los temas de salud pública para su resguardo y uso en enseñanza e investigación. Se ubica en el sótano de la Unidad de Congresos del Centro Médico. Es el centro de investigación documental más importante del IMSS y posee uno de los acervos de biomedicina más importantes de Latinoamérica, compuesto por más de 320 000 fascículos de 1420 títulos de publicaciones médicas y más de 10 000 títulos de libros, además de múltiples tesis y monografías. En sus instalaciones se encuentra la sede de la Unidad de Educación, Investigación y Políticas de Salud del IMSS, tiene varias aulas que maneja en con junto con la Facultad de Medicina de la Universidad Nacional Autónoma de México (UNAM), es la sede de las oficinas editoriales de la Revista Médica, y de la Revista de Enfermería, ambas editadas por el IMSS. Se encuentra también la sede de la Biblioteca de la Academia Nacional de Medicina que comparte su espacio. Ofrece servicio de préstamo en sala, préstamo interbibliotecario, recuperación de artículos biomédicos, uso de computadoras para usuarios.

## Murales

### Apología de la futura victoria de la ciencia médica contra el cáncer

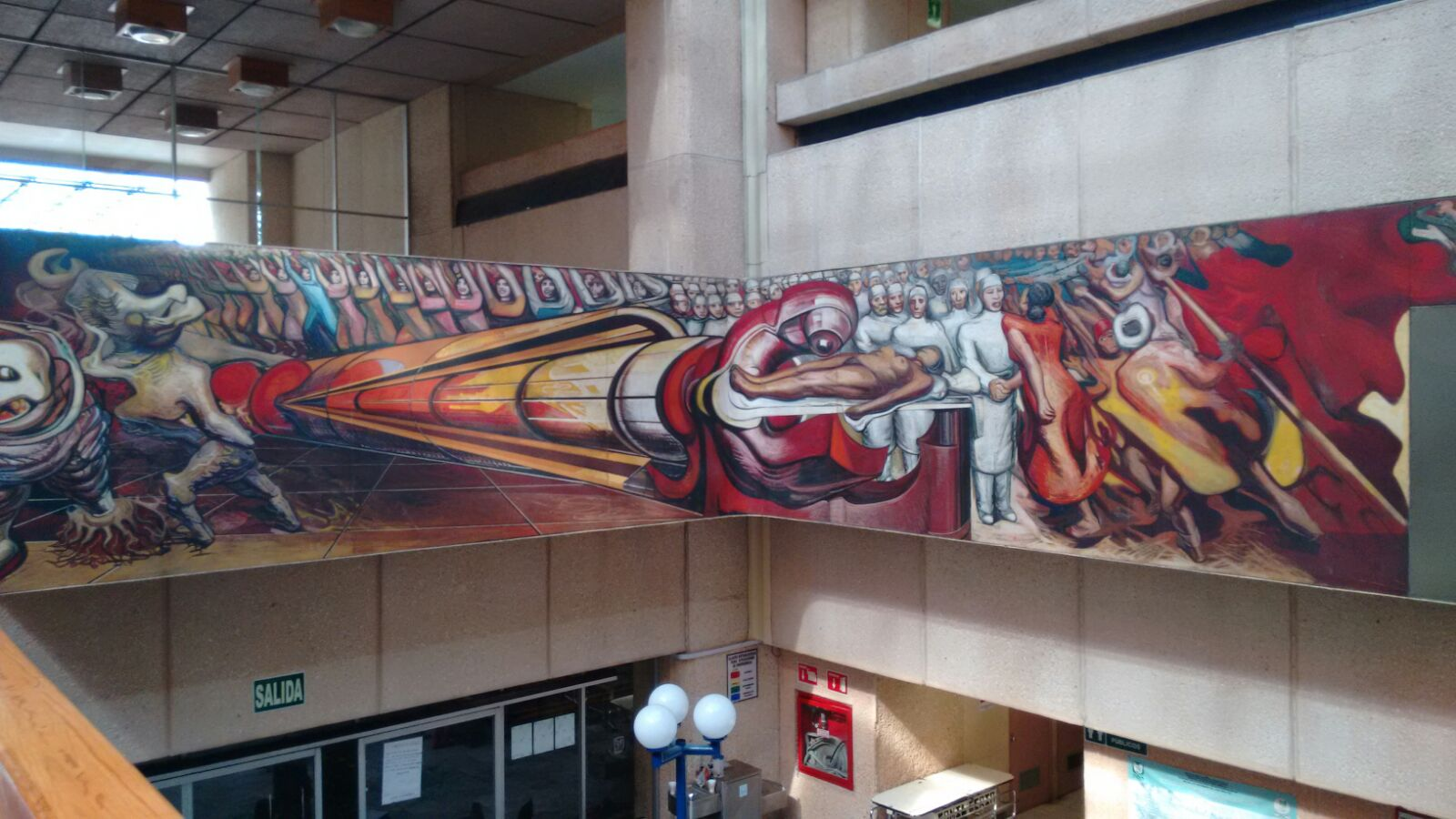
Apologia de la Futura Victoria de la Ciencia Médica Contra el Cáncer de David Alfaro Siqueiros.

Apología de la futura victoria de la ciencia médica contra el cáncer es un mural realizado por David Alfaro Siqueiros en 1958 ubicado en la planta baja del Hospital de Oncología. La obra se divide en cuatro partes, que hacen referencia al desarrollo de la humanidad a lo largo del tiempo. En la primera parte se representa a la prehistoria, en ella una multidud se encuentra inerte ante la enfermedad; en la segunda sección se retrata la historia pasada, mostrando como los egipcios buscaban curar las enfermedades mediante artes esotéricas; la tercera parte es el presente, en ella una mujer mexicana le agradece a los médicos por su lucha contra la enfermedad, siendo ella una referencia la unión de los pueblos y el pasaje una alusión a la ciencia como una victoria conjunta de la humanidad; la última parte representa el futuro, en ella se ilustra al cáncer como figuras monstruosas que escapan derrotadas ante el avance triunfal de la ciencia médica.

### Homenaje al rescate
Homenaje al rescate es un mural hecho por José Chávez Morado entre 1988 y 1989, localizado en el acceso principal del Centro Médico. En él se retrata la historia del Instituto Mexicano del Seguro Social. Entre su simbología se encuentra un árbol en cuyas ramas están escritas los nombres de los fundadores del IMSS y una grieta que divide al mural en alusión al terremoto del 19 de septiembre de 1985 que derrumbó el inmueble. La obra en general es un tributo a las personas que realizaron las labores de rescate tras el sismo. Está hecha con mármol rosado, grafiado y pintado con acrílico.

### Mariposas estelares

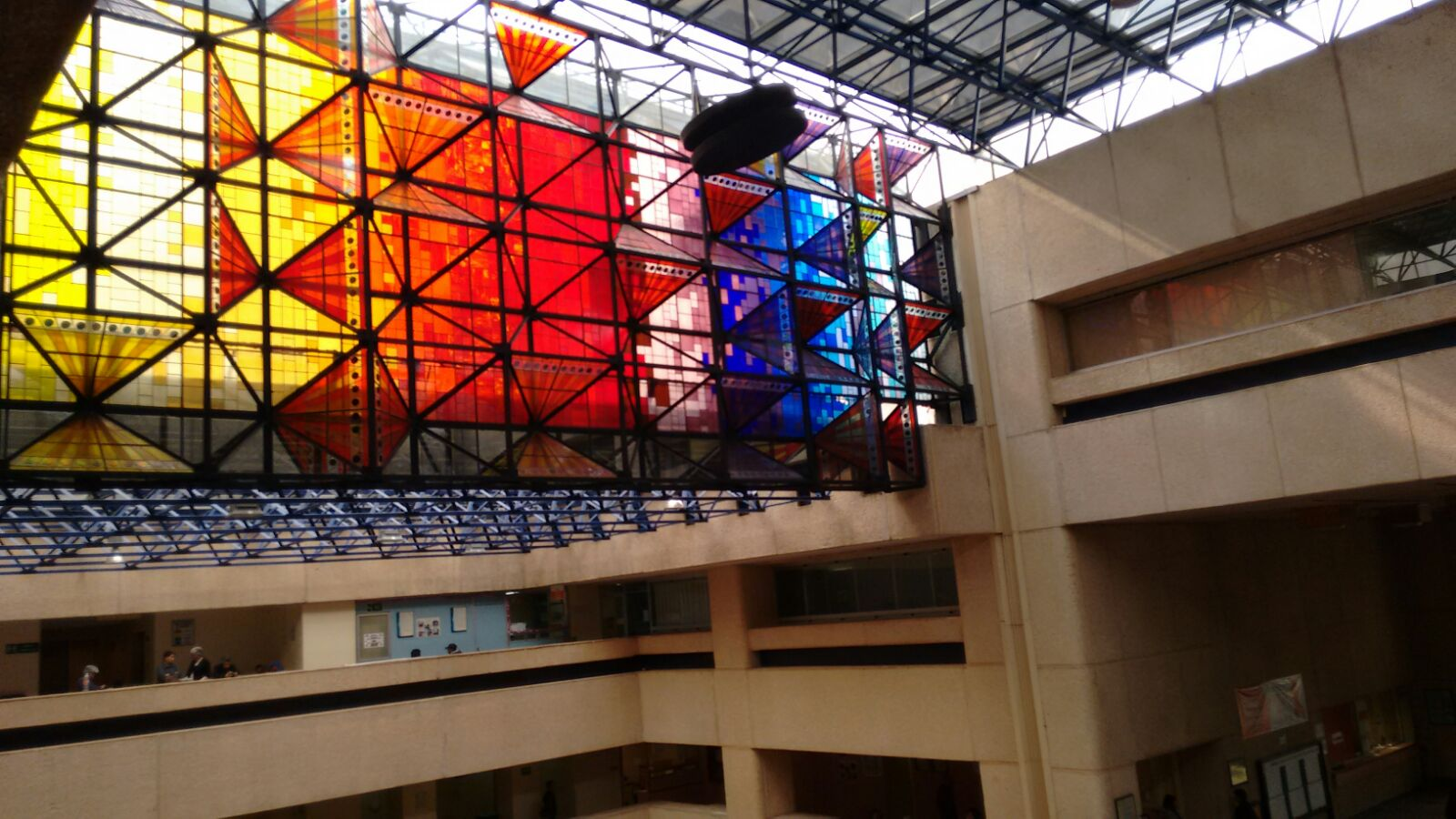
Mariposas estelares de Jesús Ruiz Mejía.

Mariposas estelares es un vitromural hecho por Jesús Ruiz Mejía en 1991 ubicado en la entrada del Hospital de Oncología. La obra posee múltiples simbolismos prehispánicos: la temática principal son las mariposas, que reprentan a la vida y la muerte; la gama de colores hacen referencia al día y la noche; las veintiocho mariposas que lo conforman hacen alusión a la duración de un ciclo lunar; los cuatro tableros horizontales representan cuatro periodos de trece años cada uno, dando como resultado la duración de un ciclo prehispánico de 52 años. El vitromural está diseñado para que cada 21 de marzo, equinoccio de primavera, la luz atraviese los dos soles ubicados en la parte superior de la obra y los haces se unan en una placa metálica ubicada en el suelo del hospital.
La obra tiene una superficie de 278 metros cuadrados y está compuesta por vidrio traído de Francia y Estados Unidos debido a que en México no existía la gama de colores necesaria para su creación. Su estructura está compuesta por triángulos en forma de pirámides a dos caras. Mariposas estelares es considerado como el vitral más grande de la Ciudad de México.

### La medicina del principio en una visión del Códice de la Cruz Badiano

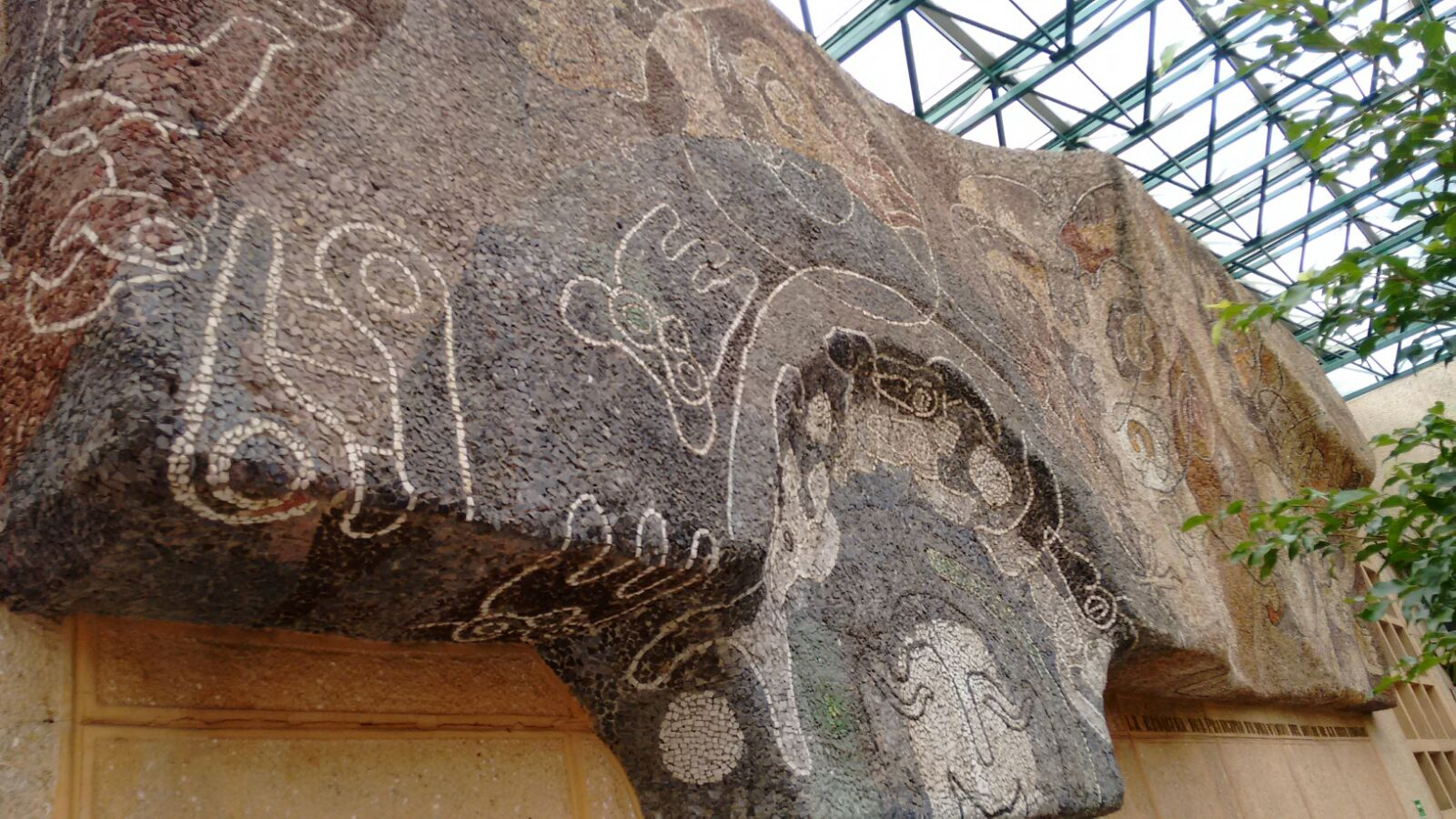
Medicina del principio de Luis Yaotl Aragón.

La medicina del principio en una visión del Códice de la Cruz Badiano es un mural hecho por Luis Yaotl Aragón en 1991 ubicado en las escaleras del Hospital de Oncología. En él se retratan doce plantas curativas presentes en el Códice de la Cruz-Badiano, el tratado de medicina tradicional más antiguo del continente, escrito en náhuatl en 1552 por Martín de la Cruz y traducido al latín por Juan Badiano. La obra está hecha con piedra triturada de color natural pegada en una base de fibra de vidrio.